# Parafia św. Bazylego w Portage Creek
Parafia św. Bazylego – parafia prawosławna w Portage Creek. Jedna z 15 parafii tworzących dekanat Dillingham diecezji Alaski Kościoła Prawosławnego w Ameryce. Powstała w 1964.